# 핫 브라운

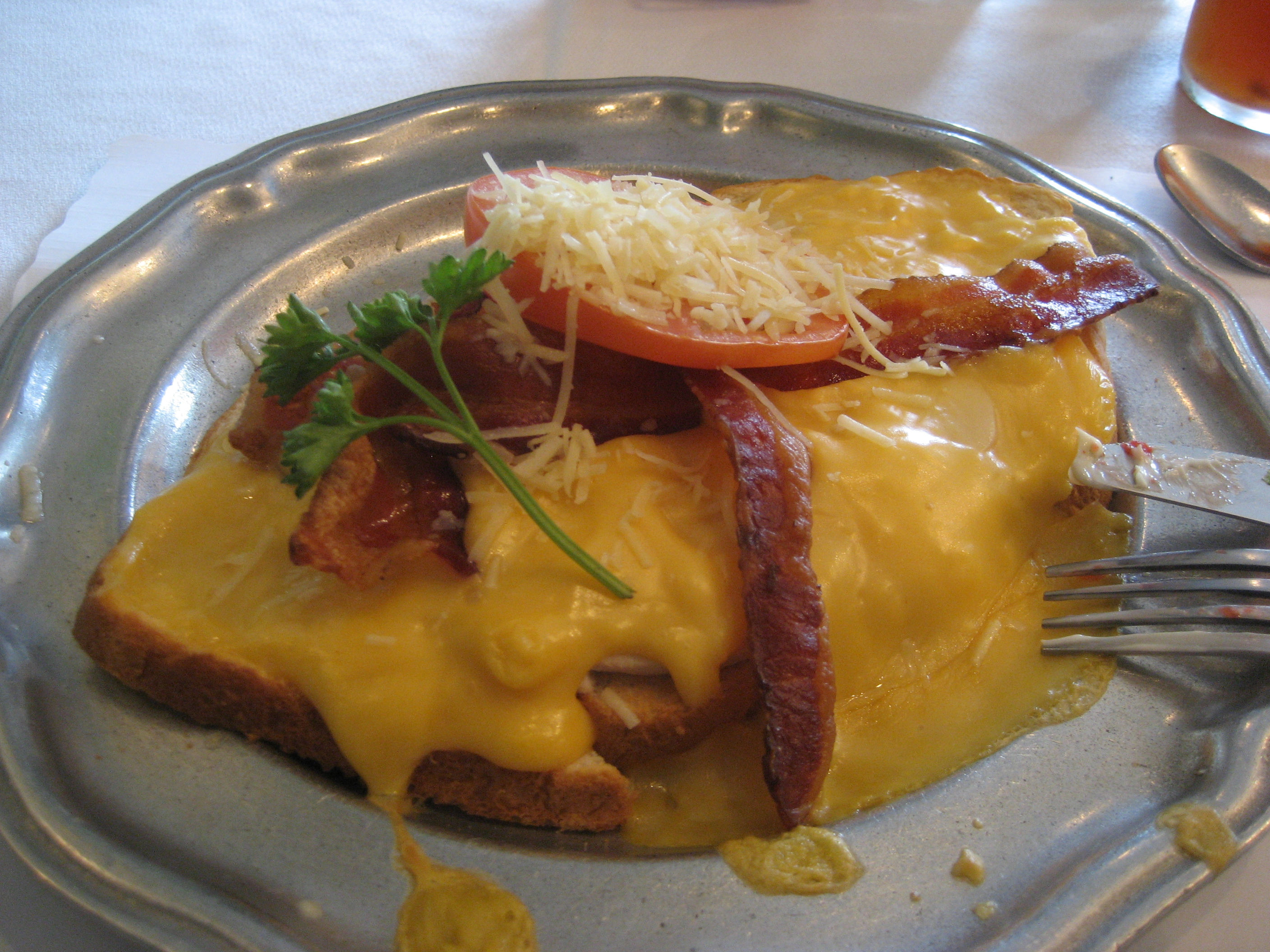
핫 브라운

핫 브라운(Hot Brown)은 핫 샌드위치의 일종으로, 빵 위에 베이컨, 소스 등을 얹은 요리이다. 켄터키주 루이빌의 브라운 호텔에서 유래한다.

## 같이 보기
- 샌드위치 목록